# Мелконян, Гурген Хачикович
Гурге́н Гарникович Мелконя́н (арм. Գուրգեն Գառնիկի Մելքոնյան); род. (10 апреля 1957, с. Моллалу, Мартунинский район, Армянская ССР) — армянский военный деятель, генерал-лейтенант и бывший заместитель министра обороны.

## Биография
- 1983 — окончил сельскохозяйственный институт Ростова на Дону по специальности инженер-экономист.
- 1975—1977 — служил в Вооруженных силах СССР.
- 1983—1988 — работал в Молочнопродуктовом комплексе села Айкашен Эчмиандзинского округа.
- 1988 — принимал активное участие в Карабахском движении.
- 1990 — служил в «Специальном полку» в качестве командира роты.
- 1991 — являлся начальником тыла «Специального полка»
- 1996 — назначен начальником управления тыла МО Армении.
- 1998 — командир учебной бригады им. Маршала Баграмяна.
- 2000 — назначен на пост заместителя Министра обороны Армении-начальника тыла ВС РА. Присвоено воинское звание генерал-майора.
- 2003 — присвоено воинское звание генерал-лейтенанта.
- 23  апреля 2008 года освобожден от занимаемой должности.

## Награды
- кавалер орденов второй степени «Боевого креста» Армении и «Боевой крест» НКР.
- Награждён медалями первой степени «Маршал Баграмян — 100», «50 лет», «Драстамат Канаян», «За безупречную службу».